# Boeurs-en-Othe
Boeurs-en-Othe är en kommun i departementet Yonne i regionen Bourgogne-Franche-Comté i norra Frankrike. Kommunen ligger i kantonen Cerisiers som tillhör arrondissementet Sens. År 2022 hade Boeurs-en-Othe 337 invånare.

## Befolkningsutveckling
Antalet invånare i kommunen Boeurs-en-Othe
| Referens: INSEE |